# Oretachi ni Tsubasa wa Nai
Oretachi ni Tsubasa wa Nai (俺たちに翼はない, lit. Nous n'avons pas d'ailes), sous-titré Under the innocent sky (Sous le ciel innocent), est le cinquième visual novel eroge pour PC développé par Navel.
La sortie du jeu s'est faite en deux étapes : Oretachi ni Tsubasa wa Nai ~Prelude~ est sorti le 28 juin 2008, et la version complète, Oretachi ni Tsubasa wa Nai, est sortie le 30 janvier 2009. Les dates de sortie indiquées sont celles pour le Japon.

## Personnages

### Héroïnes principales
- Asuka Watarai (渡来明日香, Watarai Asuka?)
- Hiyoko Tamaizumi (玉泉日和子, Tamaizumi Hiyoko?)
- Naru Ootori (鳳鳴, Ootori Naru?)
- Kobato Haneda (羽田小鳩, Haneda Kobato?)

### Héroïnes secondaires
- Miyako Yamashina (山科 京, Yamashina Miyako?)
- Eriko Hino (日野 英里子, Hino Eriko?)
- Yu Yoneda (米田 優, Yoneda Yu?)
- Harue Kasuga (春日 春恵, Kasuga Harue?)
- Kinako Mochizuki (望月 紀奈子, Mochizuki Kinako?)
- Ai Kohda (香田 亜衣, Kohda Ai?)

## Musique
Le thème de début de Oretachi ni Tsubasa wa Nai ~Prelude~ est Sky Sanctuary de Miyuki Hashimoto. Celui de la version complète est Jewelry Tears d'Aki Misato.

## Animé
Une adaptation du jeu en animé sortira en avril 2011.
Liste des épisodes
|}
| No | Titre | Date de sortie Raw |
| -- | --- | ------------------ |
| 01 | Par exemple, ce genre de conte pour enfant たとえばそんなメルヘン Tatoeba sonna meruhen                                            | 4 avril 2011       |
| 02 | Mon animal préféré est Pégase 好きな動物はペガサスです Suki na dōbutsu wa pegasasu desu                                            | 11 avril 2011      |
| 03 | Kobato-san est tellement jolie 小鳩さんは可愛いなあ Kobato-san wa kawaii nā                                                        | 18 avril 2011      |
| 04 | Dora-san... Je pense que je suis enceinte... ドラさん…私、今妊娠しちゃったかも… Dora-san... Watashi, ima ninshin shichatta kamo... | 25 avril 2011      |
| 05 | La fameuse grande vertu de Sir Hawk ! なんたるホーク卿の徳高きことよ! Nantaru Hōku-kyō no toku takaki koto yo!                     | 2 mai 2011         |
| 06 | “Eek ! Ne vont-il pas m'entendre !” ひいッ!らめえ、声出しゃう～! Hī! Ramē, koe dechau~!                                            | 9 mai 2011         |
| 07 | Le prestigieux roi qui goûtera à la victoire finale ! 栄えある王の凱旋(がいせん)だ! Hae Aru Ō no Gaisen da!                        | 16 mai 2011        |
| 08 | L'admirable roi est de retour ! 巨乳のクリームお姉ちゃんまだですかー! Kyonyū no Kurīmu Onēchan Mada desu kā!                       | 23 mai 2011        |
| 09 | Mon cœur bat vite ! 胸が高鳴るーっ!! Mune ga Takanarū!!                                                                            | 30 mai 2011        |
| 10 | S'il te plait, sois mon fan pour toujours ずっと、ファンでいてくださいね Zutto, Fan de Ite Kudasai ne                              | 6 juin 2011        |
| 11 | Es-tu familier avec le concept de l'Imouto-moe ? 妹萌えという概念を知っているか? Imōto Moe Toyuu Gainen o Shitte Iruka?            | 13 juin 2011       |
| 12 | 俺たちに翼は…… Oretachi ni tsubasa wa......                                                                                        | 20 juin 2011       |